# 胡忠汉
胡忠汉（1902年—1942年），佤名讲宗，官名艾京（又作岩金、困金）、召挪帕（又作召宗），法名依德武。是佤族葫芦王地政治人物，第四代世袭班洪王。
1934年，其父胡玉山第二过世，胡忠汉世袭，成为班洪总管。在位时极力反对英国到阿佤山区开矿，并以阿佤山十八王子总管的名义召集17个部落首领会议，发表《告祖国同胞书》，发动反击英军的班洪事件。第二次中英勘界中，力争滚弄江以北区域。1942年病逝。
| 前任： 艾康木 | 班洪总管 1934年—1942年 | 繼任： 困六 |

## 资料来源
1. ↑  沧源佤族自治县地方志编撰委员会. . 昆明: 云南民族出版社. 1998年12月: 515,944-945. ISBN 7-5367-1498-X.
2. ↑  云南省临沧市延安精神研究会 - 张云. . 昆明: 云南民族出版社. 2007年12月: 50. ISBN 978-7-5367-3992-5.
3. ↑  袁娥. . 昆明: 知识产权出版社. 2007年12月: 133. ISBN 978-7-5130-1218-8.
4. ↑  《佤山纪事》编委会, 王敬骝主编. . 昆明: 云南民族出版社. 2007年5月: 6-7. ISBN 978-7-5367-3710-5.